# Valgo
Valgo est une entreprise française de taille intermédiaire (ETI) spécialisée dans les services de dépollution des bâtiments (déplombage, désamiantage), des sols et des nappes phréatiques jusqu'à la revitalisation des friches industrielles.

## Histoire

### Fondation
Fondée à Toulouse en 2004, l'entreprise emploie aujourd'hui plus de 800 salariés.

### Ancien site Petroplus de Petit-Couronne
En 2014, le tribunal de commerce de Rouen retient l’offre conjointe de reconversion du site de l'ancienne raffinerie Petroplus de Petit-Couronne, proposée par Valgo et Bolloré Energie. Les travaux débutent en 2015,. L'entreprise Global Logistic Properties (GLP), anciennement Gazeley, souhaite acquérir une partie du site dépollué en 2019, pour la vendre à Amazon afin d'y établir une plate-forme logistique, mais renonce en 2022.
Valgo utilise d'importantes quantités de remblais pour aménager la friche de 270 hectares, dont certains en provenance du chantier du Grand Paris Express. Les services de la Direction régionale de l'Environnement, de l'Aménagement et du Logement (Dreal) relèvent cependant une teneur en plomb supérieure aux normes dans l'un des lots réceptionnés : en décembre 2022, la préfecture de Seine-Maritime prend un arrêté pour récupérer l’astreinte journalière, en raison de la non-évacuation des remblais litigieux et inflige une amende de 330 000 euros à l'entreprise.
En 2022, une enquête du média normand Le Poulpe met en cause plusieurs pratiques de l’entreprise sur ce chantier, notamment sur le traitement des hydrocarbures et de l’amiante,,. Les services de l’État chargés du suivi du chantier émettent également des critiques. L'entreprise Valgo obtient dans un premier temps la publication d'un droit de réponse, puis saisit le tribunal de commerce de Rouen pour que ce dernier ordonne une action d’huissiers au sein d’une autre entreprise rouennaise : l'objectif de la société, selon Le Poulpe et Mediapart, consiste à identifier les sources des journalistes, pourtant protégées par la loi. Pour Médiacités, il s'agit d'une procédure bâillon qui constitue une attaque contre la liberté de la presse. Plusieurs médias et organisations de journalistes s'associent pour dénoncer une atteinte à la liberté de la presse.
En avril 2024, le parquet de Rouen ouvre une enquête sur les conditions de la dépollution de l’ancienne raffinerie Petroplus de Petit-Couronne.